# 超級工商盃籃球賽
超級工商盃國際籃球邀請賽，簡稱超級工商盃籃球賽（英文：Super Kung Sheung Cup International Basketball Invitation Championship），是一項由香港籃球總會主辦的國際籃球邀請賽，通常每年一度在香港舉行，2009年因為香港主辦東亞運動會而暫停。至今奪標次數最多的是香港，曾經6次奪冠。
超級工商盃籃球賽於灣仔伊利沙伯體育館舉行。
2016年增加到九隊舉行.本地派出三隊本地甲一球隊.邀請四隊亞洲國家隊分別是、印度、泰國、新加坡、馬來西亞及兩隊球會分別是美國南加州福建同鄉會籃球隊、廣西威壯籃球隊.分A、B、C三组打單循環、小组首名入四強戰.最佳小組第二名亦入四強戰.
再抽籤打準決賽，勝方爭冠軍，負方爭季軍.比賽分五天舉行.在一個星期內舉行.
三天分组賽,兩天淘汰賽.分組賽及淘汰賽之間會休息一天.

## 歷屆冠軍[2]
| 屆數 | 年份 | 冠軍                 | 比數    | 亞軍                 | 季軍                 |
| ---- | ---- | -------------------- | ------- | -------------------- | -------------------- |
| 1    | 1990 | 思遠                 | ：      | 發景                 | 菲立士沙甸魚         |
| 2    | 1991 | 發景                 | ：      | 柏寧頓               | 思遠                 |
| 3    | 1992 | 柏寧頓               | ：      | 晉龍                 | 發景                 |
| 4    | 1993 | 發景                 | ：      | 思遠                 | 柏寧頓               |
| 5    | 1994 | energy               | ：      | 永倫                 | 發景                 |
| 6    | 1995 | energy               | ：      | 埃索                 | 發景                 |
| 7    | 1996 | energy               | ：      | 發景                 | 中國國家隊           |
| 8    | 1998 | 宏達紡織             | ：      | 海裕                 | 永倫                 |
| 9    | 1999 | 宏遠                 | ：      | 永倫                 | 香港明星隊           |
| 10   | 2001 | 香港                 | ：      | 泰國                 | 印尼                 |
| 11   | 2002 | 菲律賓               | ：      | 河源新麗寶           | 香港                 |
| 12   | 2003 | 香港                 | ：      | 菲律賓               | 馬來西亞             |
| 13   | 2004 | 香港                 | ：      | 美國福建精英         | 菲律賓               |
| 14   | 2005 | 香港                 | ：      | 美國南加州福建同鄉會 | 菲律賓               |
| 15   | 2006 | 美國南加州福建同鄉會 | 85：77  | 香港                 | 廣東宏遠             |
| 16   | 2007 | 香港                 | 93：83  | 美國南加州福建同鄉會 | 馬來西亞             |
| 17   | 2008 | 香港                 | 100：61 | 菲律賓               | 美國南加州福建同鄉會 |
| 18   | 2010 | 美國南加州福建同鄉會 | 61：45  | 信誠集團             | 香港                 |
| 19   | 2013 | 菲律賓               | XX：XX  | 美國南加州福建同鄉會 | 香港                 |
| 20   | 2015 | 美國南加州福建同鄉會 | XX：XX  | 廣西威壯             | 新加坡               |
| 21   | 2016 | 美國南加州福建同鄉會 | 88：82  | 南華                 | 印度                 |
| 22   | 2018 | 永倫                 | 86：79  | 廣西威壯             | 東方                 |

## 2018年賽季
冠軍戰八六比七九
季軍戰七三比五九
- 冠軍永倫籃球隊
- 亞軍廣西威壯籃球俱樂部
- 季軍東方籃球隊
- 殿軍南華體育會
- 第五名美國南加洲福建同鄉會
- 第六名印度國家籃球隊
- 第七名泰國國家籃球隊
- 第八名滿貫籃球隊
- 第九名馬來西亞國家籃球隊

## 外部連結
- 香港籃球總會官方網站 （页面存档备份，存于）